# Laphria sacrator
Laphria sacrator là một loài ruồi trong họ Asilidae. Laphria sacrator được Walker miêu tả năm 1849.